# SBT Brasília
SBT Brasília é uma emissora de televisão brasileira sediada em Brasília, Distrito Federal. Opera no canal 12 (24 UHF digital), e é uma emissora própria do SBT. Devido a dificuldade de recepção em algumas áreas, opera também pelo canal 27 UHF no Gama. A emissora mantém seus estúdios no Edifício Palácio da Imprensa, localizado no Setor de Rádio e Televisão Sul (SRTVS), na Asa Sul do Plano Piloto, e seus transmissores estão na Torre de TV Digital de Brasília, na região administrativa do Lago Norte.

## História
O canal 12 VHF de Brasília foi originalmente outorgado para a Rede Bandeirantes, após processo licitatório do qual também participou a Rede Manchete, no fim de 1984, e serviria para a implantação da futura TV Bandeirantes Brasília. No entanto, o presidente João Figueiredo cancelou a outorga devido a cobertura jornalística que a rede estava fazendo, abertamente favorável à redemocratização do país, e relicitou o canal 12 (Figueiredo posteriormente voltou atrás na sua decisão e outorgou um novo canal para a Bandeirantes na véspera do fim do seu mandato, em 13 de março de 1985).
Após o novo processo, o SBT recebeu a outorga em 31 de janeiro de 1985. Até então, o sinal da rede chegava ao Distrito Federal pela TV Brasília, que se tornou afiliada da Rede Manchete a partir de 1.º de julho. No entanto, em vias de ser inaugurada, a TVS Brasília também quase perdeu a sua concessão, após o ministro das comunicações Antônio Carlos Magalhães decidir reexaminar todas as 140 outorgas de radiodifusão concedidas pelo agora ex-presidente João Figueiredo, entre 1.º de outubro de 1984 e 15 de março de 1985. A decisão estava dando um prejuízo mensal de 200 milhões de cruzeiros ao SBT.
Ainda no mesmo ano, Silvio Santos reuniu-se com o presidente José Sarney para discutir a questão, e disse ao Jornal do Brasil que havia proibido os jornalistas do SBT de fazerem críticas ao governo. Em 30 de outubro, o Ministério das Comunicações disse que as concessões do SBT e da Rede Bandeirantes em Brasília estavam mantidas, e que o presidente José Sarney "mostrou interesse em ajudar o grupo empresarial Silvio Santos, o único capaz de evitar o monopólio da Globo".
Finalmente, após um período de testes inciado em 8 de junho, apenas com a programação nacional, a TVS Brasília foi oficialmente inaugurada em 14 de julho de 1986, com a realização de um coquetel na Academia de Tênis, onde estiveram presentes o proprietário do SBT, Silvio Santos, diretores da rede e o presidente José Sarney, dentre outros convidados.
Com a sua criação, o SBT planejava centralizar o departamento de jornalismo da rede na capital federal, diferente das outras redes que os mantinham em São Paulo e no Rio de Janeiro, porém, isso nunca aconteceu. Em 1990, o SBT descontinua a marca "TVS" em suas emissoras locais, e a emissora passa a se chamar SBT Brasília.

## Sinal digital
| Canal virtual | Canal digital | Resolução de tela | Programação                                 |
| ------------- | ------------- | ----------------- | ------------------------------------------- |
| 12.1          | 24 UHF        | 1080i             | Programação principal do SBT Brasília / SBT |

A emissora iniciou suas transmissões digitais em 12 de outubro de 2009, através do canal 24 UHF. Em 4 de agosto de 2014, juntamente com as outras emissoras próprias do SBT, passou a exibir toda a sua programação local em alta definição. A confirmação oficial, no entanto, só veio em 25 de agosto.
Transição para o sinal digital
Com base no decreto federal de transição das emissoras de TV brasileiras do sinal analógico para o digital, o SBT Brasília, bem como as outras emissoras da cidade de Brasília e do entorno do Distrito Federal, cessou suas transmissões pelo canal 12 VHF em 17 de novembro de 2016, seguindo o cronograma oficial da ANATEL. A emissora exibiu uma versão compacta do humorístico A Praça É Nossa, que se encerrou às 23h59, seguido de um discurso do ministro das comunicações, Gilberto Kassab. Logo em seguida, o sinal foi interrompido e substituído por um slide do MCTIC e da ANATEL sobre o switch-off.

### Jornalismo
A primeira produção jornalística da emissora foi o telejornal Cidade 12, que estreou no ano de sua fundação e era exibido no início da noite, em conjunto com o Noticentro. Em 29 de agosto de 1988, os telespectadores do Distrito Federal passaram a acompanhar o TJ Brasília, que fazia par com o TJ Brasil, que estreou no mesmo dia. Sob a direção de Luiz Gonzaga Mineiro, que assumiu o comando do departamento de jornalismo local em 1989, o telejornal foi pioneiro na produção de séries de reportagens especiais, além de manter um núcleo direcionado aos fatos da política local, inovações essas que acabaram dando resultados satisfatórios de audiência e forçaram seu principal concorrente, o DFTV, exibido pela TV Globo Brasília, a fazer alterações em sua linha editorial.
No entanto, com os cortes promovidos pelo SBT após os efeitos negativos do Plano Collor, o TJ Brasília acabou sendo cancelado em 1.º de dezembro de 1990. Após um hiato nos programas locais, estreou em 1992, após os Jogos Olímpicos, o programa matinal Agenda, que era baseado em entrevistas e durou até 1994. Após seu fim, o SBT Brasília passou a atuar como uma mera retransmissora da rede, sem a inserção de qualquer programação própria, apenas comerciais.

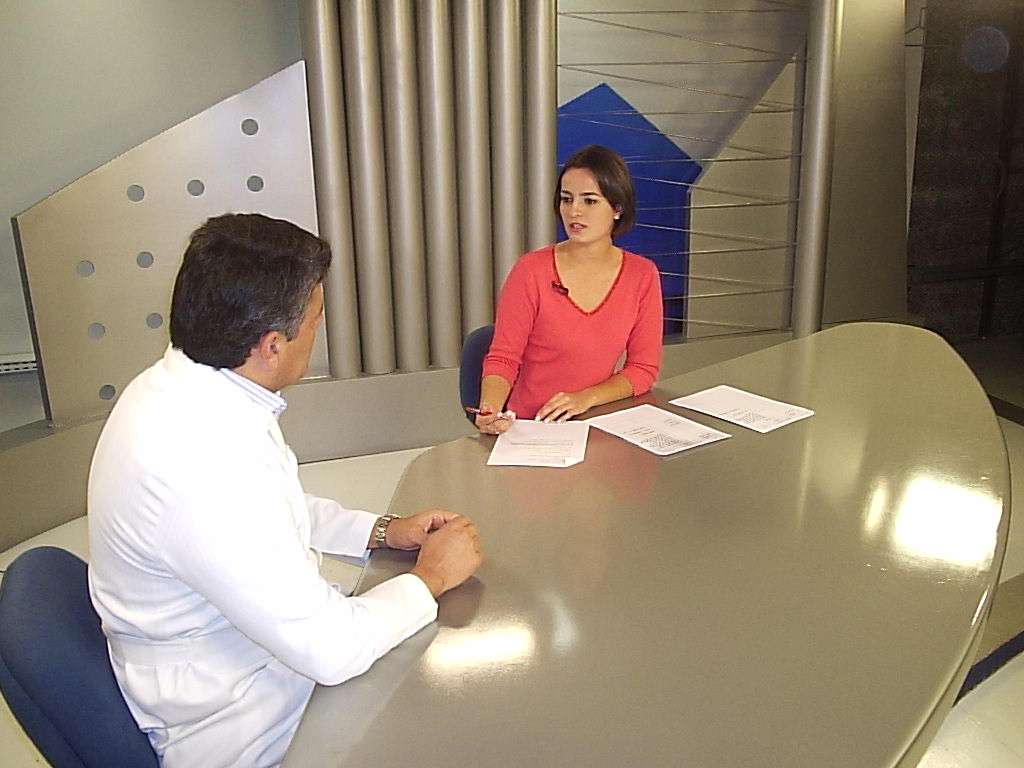
A jornalista Jacqueline Bogdezevicius em entrevista com um convidado para o telejornal Cidade Viva, em 2004

Em 1.º de novembro de 1999, num esforço da rede para a reativação do jornalismo local em suas emissoras próprias, entrou no ar na faixa vespertina o telejornal Cidade Viva, produzido em parceria com a produtora independente AP Vídeo, que era responsável por toda a linha editorial, focada principalmente em entrevistas no estúdio e na participação dos telespectadores por telefone. O telejornal foi apresentado inicialmente por Vanessa Câmara, substituída em 2000 por Fernanda Isidoro, que em 2006, deu lugar à Jacqueline Bogdezevicius.
Em 2008, o SBT Brasília reassumiu o comando da produção jornalística local, extinguindo o Cidade Viva para estrear, em 17 de novembro, o Jornal do SBT Brasília, exibido em duas edições diárias: às 12h30, com apresentação de Natália Leite e às 19h15, com a apresentação de Williane Rodrigues e Álvaro Pereira. Em maio de 2009, Natália Leite deixou a apresentação da primeira edição do telejornal, sendo substituída por Neila Medeiros.
Em janeiro de 2011, a edição vespertina do Jornal do SBT Brasília passou a se chamar apenas SBT Brasília. Nessa época, sob o comando de Neila Medeiros, o telejornal passou a ter uma atuação maior em pautas relacionadas à comunidade, o que levou a emissora a atingir a vice-liderança de audiência a partir de janeiro de 2013. Os resultados chamaram a atenção da matriz da rede em São Paulo, para onde Neila foi transferida em agosto do mesmo ano. Com isso, Williane Rodrigues assumiu o lugar de Neila no SBT Brasília, enquanto Alessandra de Castro assumia seu posto ao lado de Álvaro Pereira no Jornal do SBT Brasília. Em 28 de fevereiro de 2014, Alex Gusmão foi efetivado no comando do Jornal do SBT Brasília, substituindo Álvaro Pereira, que agora passaria a atuar apenas como comentarista de política do noticiário.
Em dezembro de 2015, Neila Medeiros retornou para a emissora e reassumiu o comando do SBT Brasília. Por sua vez, Williane Rodrigues voltou para o Jornal do SBT Brasília, o que ocasionou a demissão de Alessandra de Castro, que havia apresentado o telejornal nos últimos três anos. Em 5 de março de 2016, estreou aos sábados o Jornal de Sábado, apresentado por Felipe Malta, sendo uma revista eletrônica que resumia os assuntos que foram destaque no noticiário local ao longo da semana, em formato similar ao do Jornal da Semana, exibido pela rede. Em 31 de agosto de 2017, sob alegação de cortes de gastos, Alex Gusmão foi demitido pela emissora, deixando apenas Williane Rodrigues no comando do Jornal do SBT Brasília.
No início de 2020, Williane Rodrigues deixou a apresentação do Jornal do SBT Brasília, após entrar em licença-maternidade, sendo substituída por Felipe Malta, que viria a assumir o comando efetivo do telejornal posteriormente, enquanto Williane continuou apenas como editora do noticiário. Em 31 de julho, devido a um surto de COVID-19 entre seus funcionários, incluindo o âncora Felipe Malta, o SBT Brasília fechou sua sede e colocou todos os membros do departamento de jornalismo em quarentena. A produção dos telejornais locais foi assumida pelo SBT São Paulo, tendo Simone Queiroz como âncora do SBT Brasília e do Jornal do SBT Brasília até o retorno das atividades em 18 de agosto.
Em 16 de junho de 2021, após 12 anos no comando do SBT Brasília e de telejornais da rede, Neila Medeiros foi demitida da emissora, sendo substituída por Felipe Malta. Com a sua ida para o vespertino, a vaga de Felipe no Jornal do SBT Brasília passou a ser ocupada interinamente pela repórter Victória Melo, até que em 12 de julho, Viviane Costa assumiu a apresentação do telejornal, que passou a se chamar SBT Brasília 2.ª edição. Em 17 de julho, o Jornal de Sábado foi renomeado para É Sábado, sem alterações no formato.
Em 28 de março de 2022, a emissora estreou na programação diária o SBT Sports Brasília, versão local do programa exibido pela rede aos domingos, com a apresentação de Daniela Ramalho.

### Entretenimento
A exemplo de outras emissoras próprias do SBT, o SBT Brasília só passou a produzir programas de entretenimento locais a partir da década de 2000. O primeiro deles foi o Programa Alternativo, voltado à divulgação da agenda cultural de Brasília, com apresentação de Eduardo Chauvet. Inicialmente exibido pela TV Brasília, o programa foi ao ar entre 2001 e 2013. Em outubro de 2003, estreou aos sábados o programa Inside, apresentado por Rafaela Dornas, que apresentava quadros e entrevistas com diversas personalidades.
Em 15 de novembro de 2014, estreou aos sábados o programa de variedades + Brasília, produzido em parceria com a Capital Digital Produções. O programa tinha a apresentação de Potira Lima, e ficou no ar até 2015. Em 26 de dezembro de 2020, foi exibido o último programa Inside, após 17 anos no ar.
Após alguns meses sem produções de entretenimento, em 22 de maio de 2021, o SBT Brasília passou a exibir o reality show culinário Cozinheiro vs. Chef, que era produzido desde 2017 pelo SBT Rio. Em 6 de março de 2022, estreou aos domingos o Última Marcha, voltado a matérias sobre o mundo automotivo, tendo a apresentação de Clayton Sousa, vindo da TV Brasília.